# Circuitul Nürburgring

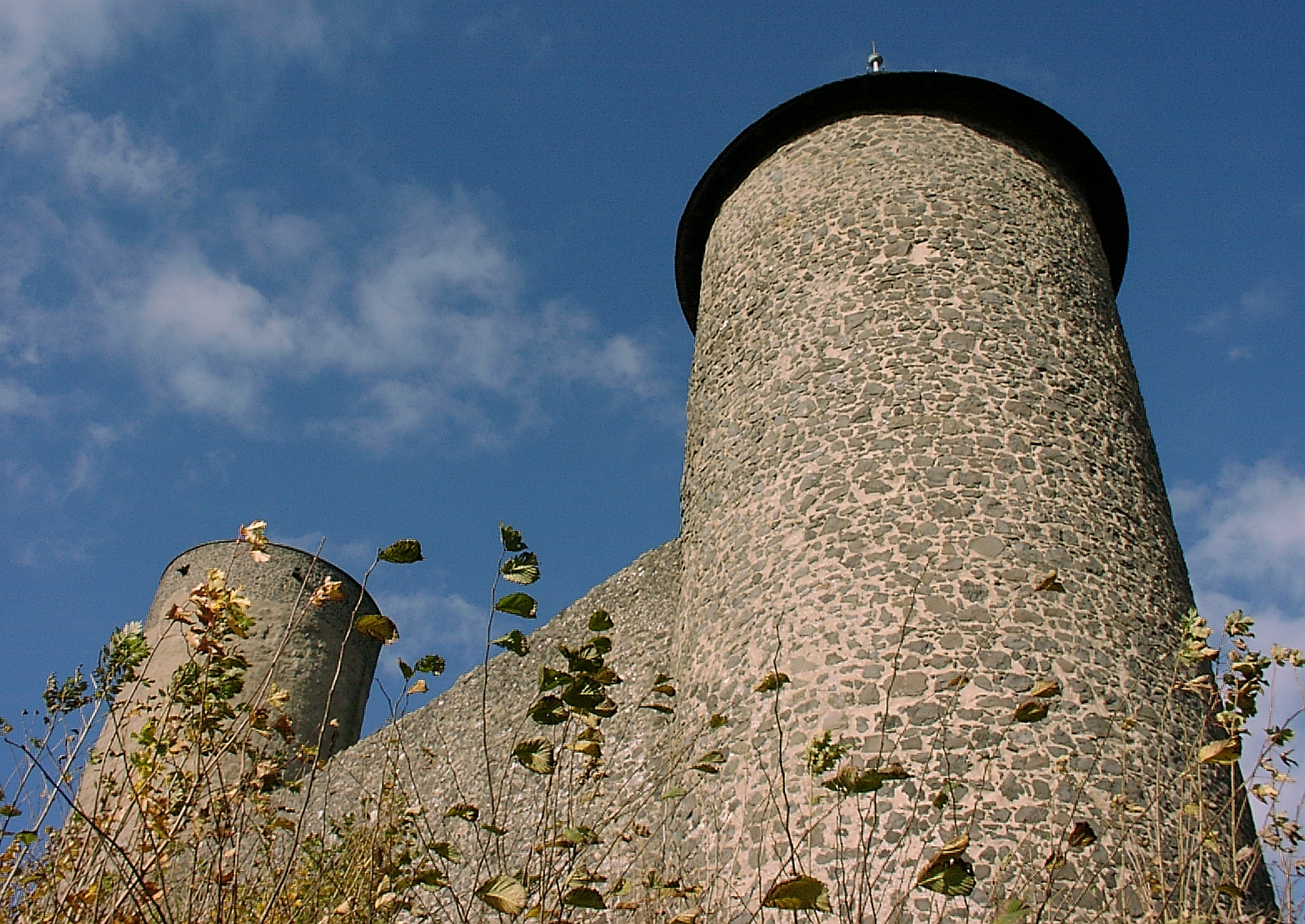
Tower of the Nürburg castle

Nürburgring este un circuit de curse auto din Germania.
Începând din 1950 și până în prezent, Nürburgring a găzduit Marele Premiu al Germaniei, Marele Premiu al Europei, Marele Premiu al Luxemburgului și Marele Premiu de la Eifel.